# Jelena Batałowa
Jelena Aleksiejewna Batałowa (ros. Елена Алексеевна Баталова; ur. 27 sierpnia 1964 w Moskwie) – rosyjska narciarka, specjalistka narciarstwa dowolnego. Jej największym sukcesem jest złoty medal w balecie narciarskim wywalczony na mistrzostwach świata w La Clusaz. Zajęła także 9. miejsce w tej samej konkurencji na igrzyskach olimpijskich w Albertville, jednak były to tylko zawody pokazowe.
Najlepsze wyniki w Pucharze Świata osiągnęła w sezonach 1996/1997 i 1997/1998, kiedy to triumfowała w klasyfikacji generalnej oraz w klasyfikacji baletu. W sezonie 1995/1996 była druga w klasyfikacji generalnej, a w klasyfikacji baletu była pierwsza. Swoją czwartą małą kryształową kulę w klasyfikacji baletu zdobyła w sezonie 1998/1999.
W 2000 r. zakończyła karierę.

## Osiągnięcia

### Mistrzostwa świata
| Miejsce | Dzień     | Rok  | Miejscowość | Konkurencja      | Zwycięzca          |
| ------- | --------- | ---- | ----------- | ---------------- | ------------------ |
| 7.      | 11 lutego | 1991 | Lake Placid | Balet narciarski | Ellen Breen        |
| 6.      | 12 marca  | 1993 | Altenmarkt  | Balet narciarski | Ellen Breen        |
| 1.      | 17 lutego | 1995 | La Clusaz   | Balet narciarski | -                  |
| 16.     | 7 lutego  | 1997 | Iizuna      | Balet narciarski | Oksana Kuszczenko  |
| 8.      | 11 marca  | 1999 | Meiringen   | Balet narciarski | Natalja Razumowska |

### Puchar Świata

#### Miejsca w klasyfikacji generalnej
- sezon 1989/1990: 44.
- sezon 1990/1991: 45.
- sezon 1991/1992: 29.
- sezon 1992/1993: 49.
- sezon 1993/1994: 46.
- sezon 1994/1995: 42.
- sezon 1995/1996: 2.
- sezon 1996/1997: 1.
- sezon 1997/1998: 1.
- sezon 1998/1999: -

#### Miejsca na podium
1. Hasliberg – 10 grudnia 1991 (Balet) – 3. miejsce
2. Piancavallo – 17 grudnia 1992 (Balet) – 2. miejsce
3. Piancavallo – 17 grudnia 1992 (Balet) – 1. miejsce
4. Piancavallo – 14 grudnia 1993 (Balet) – 1. miejsce
5. Piancavallo – 14 grudnia 1993 (Balet) – 1. miejsce
6. La Plagne 20 grudnia 1993 (Balet) – 2. miejsce
7. Altenmarkt – 3 marca 1994 (Balet) – 3. miejsce
8. Altenmarkt – 3 marca 1994 (Balet) – 2. miejsce
9. Hasliberg – 11 marca 1994 (Balet) – 3. miejsce
10. Hasliberg – 11 marca 1994 (Balet) – 3. miejsce
11. Tignes – 16 grudnia 1994 (Balet) – 3. miejsce
12. Tignes – 16 grudnia 1994 (Balet) – 1. miejsce
13. Kirchberg – 21 lutego 1995 (Balet) – 1. miejsce
14. Kirchberg – 21 lutego 1995 (Balet) – 2. miejsce
15. Lillehammer – 3 marca 1995 (Balet) – 1. miejsce
16. Lillehammer – 3 marca 1995 (Balet) – 1. miejsce
17. Hundfjället – 8 marca 1995 (Balet) – 1. miejsce
18. Hundfjället – 8 marca 1995 (Balet) – 1. miejsce
19. Tignes – 6 grudnia 1995 (Balet) – 1. miejsce
20. Tignes – 6 grudnia 1995 (Balet) – 1. miejsce
21. La Plagne 14 grudnia 1995 (Balet) – 1. miejsce
22. La Plagne 14 grudnia 1995 (Balet) – 1. miejsce
23. Mont Tremblant – 26 stycznia 1996 (Balet) – 1. miejsce
24. Kirchberg – 1 lutego 1996 (Balet) – 1. miejsce
25. Oberjoch – 10 lutego 1996 (Balet) – 1. miejsce
26. Oberjoch – 10 lutego 1996 (Balet) – 1. miejsce
27. Hundfjället – 8 marca 1996 (Balet) – 1. miejsce
28. Hundfjället – 8 marca 1996 (Balet) – 1. miejsce
29. Hasliberg – 13 marca 1996 (Balet) – 3. miejsce
30. Altenmarkt – 16 marca 1996 (Balet) – 3. miejsce
31. Altenmarkt – 16 marca 1996 (Balet) – 2. miejsce
32. Hasliberg – 22 marca 1996 (Balet) – 1. miejsce
33. Tignes – 5 grudnia 1996 (Balet) – 1. miejsce
34. Tignes – 5 grudnia 1996 (Balet) – 1. miejsce
35. Piancavallo – 21 grudnia 1996 (Balet) – 1. miejsce
36. Whistler Blackcomb – 17 stycznia 1997 (Balet) – 1. miejsce
37. Whistler Blackcomb – 17 stycznia 1997 (Balet) – 2. miejsce
38. Breckenridge – 23 stycznia 1997 (Balet) – 1. miejsce
39. Breckenridge – 23 stycznia 1997 (Balet) – 2. miejsce
40. Hasliberg – 1 marca 1997 (Balet) – 1. miejsce
41. Hasliberg – 1 marca 1997 (Balet) – 1. miejsce
42. Altenmarkt – 8 marca 1997 (Balet) – 1. miejsce
43. Altenmarkt – 8 marca 1997 (Balet) – 1. miejsce
44. Hundfjället – 12 marca 1997 (Balet) – 1. miejsce
45. Mont Tremblant – 8 stycznia 1998 (Balet) – 1. miejsce
46. Mont Tremblant – 9 stycznia 1998 (Balet) – 1. miejsce
47. Whistler Blackcomb – 23 stycznia 1998 (Balet) – 2. miejsce
48. Breckenridge – 29 stycznia 1998 (Balet) – 1. miejsce
49. Breckenridge – 29 stycznia 1998 (Balet) – 1. miejsce
50. Hasliberg – 6 marca 1998 (Balet) – 1. miejsce
51. Hasliberg – 6 marca 1998 (Balet) – 1. miejsce
52. Altenmarkt – 13 marca 1998 (Balet) – 3. miejsce
53. Altenmarkt – 13 marca 1998 (Balet) – 1. miejsce
54. Steamboat Springs – 15 stycznia 1999 (Balet) – 1. miejsce
55. Steamboat Springs – 15 stycznia 1999 (Balet) – 1. miejsce
56. Heavenly Valley – 22 stycznia 1999 (Balet) – 1. miejsce
57. Heavenly Valley – 22 stycznia 1999 (Balet) – 1. miejsce
58. Heavenly Valley – 21 stycznia 2000 (Balet) – 1. miejsce
59. Ovindoli – 4 marca 2000 (Balet) – 1. miejsce

- W sumie 43 zwycięstwa, 8 drugich i 8 trzecich miejsc.